# 鉱質コルチコイド受容体
鉱質コルチコイド受容体（Mineralocorticoid Receptor; MR）またはアルドステロン受容体（Aldosterone receptor）あるいはNR3C2（nuclear receptor subfamily 3, group C, member 2）は、ヒトでは染色体4q31.1-31.2に位置するNR3C2 遺伝子によってコードされるタンパク質である。
MRは、鉱質コルチコイドと糖質コルチコイドに等しく親和性を持つ受容体である。MRは核内受容体ファミリーに属し、リガンドが細胞内に拡散し、受容体と相互作用することで、核内での特定の遺伝子発現に影響を与えるシグナル伝達が行われる。ある組織や臓器が糖質コルチコイドよりも鉱質コルチコイドに選択的に反応するのは、鉱質コルチコイドに反応する細胞がコルチコステロイド11-β-デヒドロゲナーゼアイソザイム2を発現しているからである。

## 機能
MRは、腎臓、大腸、心臓、中枢神経系（海馬）、褐色脂肪組織、汗腺など、多くの組織で発現している。上皮組織では、MRの活性化により、イオンと水の輸送を制御するタンパク質（主に上皮性ナトリウムチャネル（ENaC）、Na+/K+ポンプ、血清糖質コルチコイド誘導性キナーゼ（SGK1））が発現し、ナトリウムが再吸収され、その結果、細胞外容積が増加し、血圧が上昇し、体内の塩分濃度を正常に保つためにカリウムが排泄される。
この受容体は、アルドステロンやその前駆体であるデオキシコルチコステロン等の鉱質コルチコイド、およびコルチゾール等の糖質コルチコイドによって活性化される。遺伝子操作されていない動物では、コルチゾールを不活性なコルチゾンに変換するコルチコステロイド11-β-デヒドロゲナーゼアイソザイム2（別名：11β-ヒドロキシステロイドデヒドロゲナーゼ2、11β-HSD2）という酵素が共在する事で、鉱質コルチコイド受容体は糖質コルチコイドから「保護」されている。
鉱質コルチコイド受容体は、そのリガンドであるアルドステロンの結合により活性化されると、細胞核に移動し、ホモ二量体化して、遺伝子のプロモーターに存在するホルモン応答要素に結合する。その結果、転写機構が複雑に絡み合い、活性化された遺伝子のDNA配列がmRNAに転写される事になる。
NR3C2遺伝子の活性化変異（S810L）は、鉱質コルチコイド受容体の構成的な活性を齎し、妊娠によって悪化する重度の早期発症型高血圧を引き起こす。S810Lの変異を持つ事が知られている家族では、この変異を持つ3人が50歳前に慢性心不全で死亡した。更に、この活性化されたMRは、プロゲステロンなどの内因性ホルモンや、利尿薬であるスピロノラクトンやエプレレノンなど、従来は拮抗薬であったリガンドにも積極的に反応する事が判明している。

## リガンド
アルドステロン、11-デオキシコルチコステロン、コルチゾールは、内因性のMR作動薬である。フルドロコルチゾンはMRの合成作動薬であり、臨床的に使用されている。プロゲステロンはMRの強力な内因性阻害薬である。MRの合成阻害薬には、ステロイド化合物のスピロノラクトン、カンレノン、エプレレノン、ドロスピレノンや、非ステロイド化合物のアパラレノン、エサキセレノン、フィネレノン等がある。

## 相互作用
鉱質コルチコイド受容体は、以下と相互作用する。
- 糖質コルチコイド受容体[10]
- TRIM24（英語版）[10][11][12]

## 関連資料
- “Mechanistic aspects of mineralocorticoid receptor activation”. Kidney International 57 (4):  1250–5. (April 2000). doi:10.1046/j.1523-1755.2000.00958.x. PMID 10760050.
- “Nuclear receptors. II. Intestinal corticosteroid receptors”. American Journal of Physiology. Gastrointestinal and Liver Physiology 282 (5):  G742-6. (May 2002). doi:10.1152/ajpgi.00531.2001. PMID 11960770.
- “[The psychotherapeutic society--utopia or nightmare?]”. Lakartidningen 72 (12):  1160–1. (March 1975). PMID 1134129.
- “Overexpression and characterization of the human mineralocorticoid receptor”. The Journal of Biological Chemistry 266 (27):  18072–81. (September 1991). PMID 1655735.
- “Regional chromosomal assignment of the human mineralocorticoid receptor gene to 4q31.1”. Human Genetics 85 (1):  130–2. (June 1990). doi:10.1007/BF00276340. PMID 2162806.
- “The human mineralocorticoid receptor gene (MLR) is located on chromosome 4 at q31.2”. Cytogenetics and Cell Genetics 52 (1-2):  83–4. (1989). doi:10.1159/000132846. PMID 2558856.
- “Cloning of human mineralocorticoid receptor complementary DNA: structural and functional kinship with the glucocorticoid receptor”. Science 237 (4812):  268–75. (July 1987). Bibcode: 1987Sci...237..268A. doi:10.1126/science.3037703. PMID 3037703.
- “Identification of a splice variant of the rat and human mineralocorticoid receptor genes”. The Journal of Steroid Biochemistry and Molecular Biology 55 (2):  159–62. (November 1995). doi:10.1016/0960-0760(95)00162-S. PMID 7495694.
- “Human mineralocorticoid receptor interacts with actin under mineralocorticoid ligand modulation”. FEBS Letters 384 (2):  112–6. (April 1996). doi:10.1016/0014-5793(96)00295-5. PMID 8612804.
- “Differential interaction of nuclear receptors with the putative human transcriptional coactivator hTIF1”. The Journal of Biological Chemistry 272 (18):  12062–8. (May 1997). doi:10.1074/jbc.272.18.12062. PMID 9115274.
- “Tissue-specific expression of alpha and beta messenger ribonucleic acid isoforms of the human mineralocorticoid receptor in normal and pathological states”. The Journal of Clinical Endocrinology and Metabolism 82 (5):  1345–52. (May 1997). doi:10.1210/jcem.82.5.3933. PMID 9141514.
- “The unliganded mineralocorticoid receptor is associated with heat shock proteins 70 and 90 and the immunophilin FKBP-52”. Receptors & Signal Transduction 7 (2):  85–98. (1997). PMID 9392437.
- “Mutations in the mineralocorticoid receptor gene cause autosomal dominant pseudohypoaldosteronism type I”. Nature Genetics 19 (3):  279–81. (July 1998). doi:10.1038/966. PMID 9662404.
- “Cysteines 849 and 942 of human mineralocorticoid receptor are crucial for steroid binding”. Biochemistry 37 (35):  12153–9. (September 1998). doi:10.1021/bi980593e. PMID 9724527.
- “Patterns of single-nucleotide polymorphisms in candidate genes for blood-pressure homeostasis”. Nature Genetics 22 (3):  239–47. (July 1999). doi:10.1038/10297. PMID 10391210.
- “The p23 molecular chaperones act at a late step in intracellular receptor action to differentially affect ligand efficacies”. Genes & Development 14 (4):  422–34. (February 2000). PMC 316379. PMID 10691735.
- “Activating mineralocorticoid receptor mutation in hypertension exacerbated by pregnancy”. Science 289 (5476):  119–23. (July 2000). Bibcode: 2000Sci...289..119G. doi:10.1126/science.289.5476.119. PMID 10884226.
- “Crucial role of the H11-H12 loop in stabilizing the active conformation of the human mineralocorticoid receptor”. Molecular Endocrinology 14 (8):  1210–21. (August 2000). doi:10.1210/mend.14.8.0502. PMID 10935545.
- “Expression of mineralocorticoid and glucocorticoid receptor mRNA in the human hippocampus”. Neuroscience Letters 290 (2):  121–4. (August 2000). doi:10.1016/S0304-3940(00)01325-2. PMID 10936692.